# Kulík hnědý
Kulík hnědý (Charadrius morinellus) je středně velký bahňák z čeledi kulíkovitých.

## Popis
Ve svatebním šatu má rezavá prsa a černou zadní část břicha, šedou hruď, tmavé temeno, bílé líce a nadoční proužek. Samice jsou výrazněji zbarvené než samci (podobně jako u lyskonohů). Mladí ptáci jsou hnědaví, s výraznější kresbou hřbetu. Hnízdí ve vysokohorských polohách a v otevřené tundře.

## Výskyt v Česku
V 19. století hnízdil kulík hnědý relativně početně na hřebenech Krkonoš; poslední doklad pocházel z roku 1903. Přes občasná pozorování bylo další hnízdění prokázáno až v roce 1946. Nadále byli pozorováni jednotliví ptáci nebo páry, třetí hnízdění bylo prokázáno v roce 1999, hnízdili zřejmě i v následujících letech. Druhým místem, odkud pochází řada pozorování a ojedinělá předpokládaná hnízdění, je Hrubý Jeseník.

## Galerie

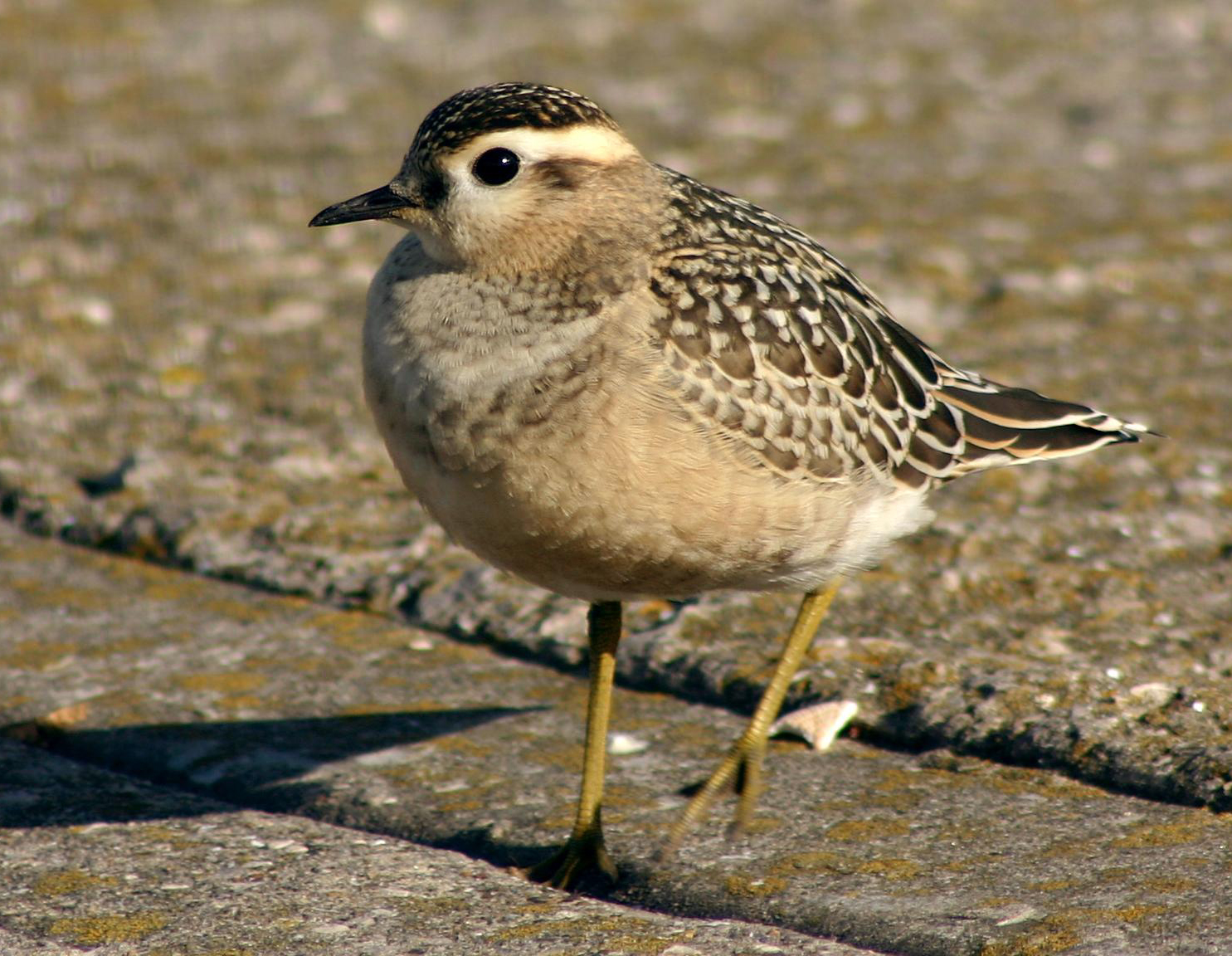
Kulík hnědý, mladý pták
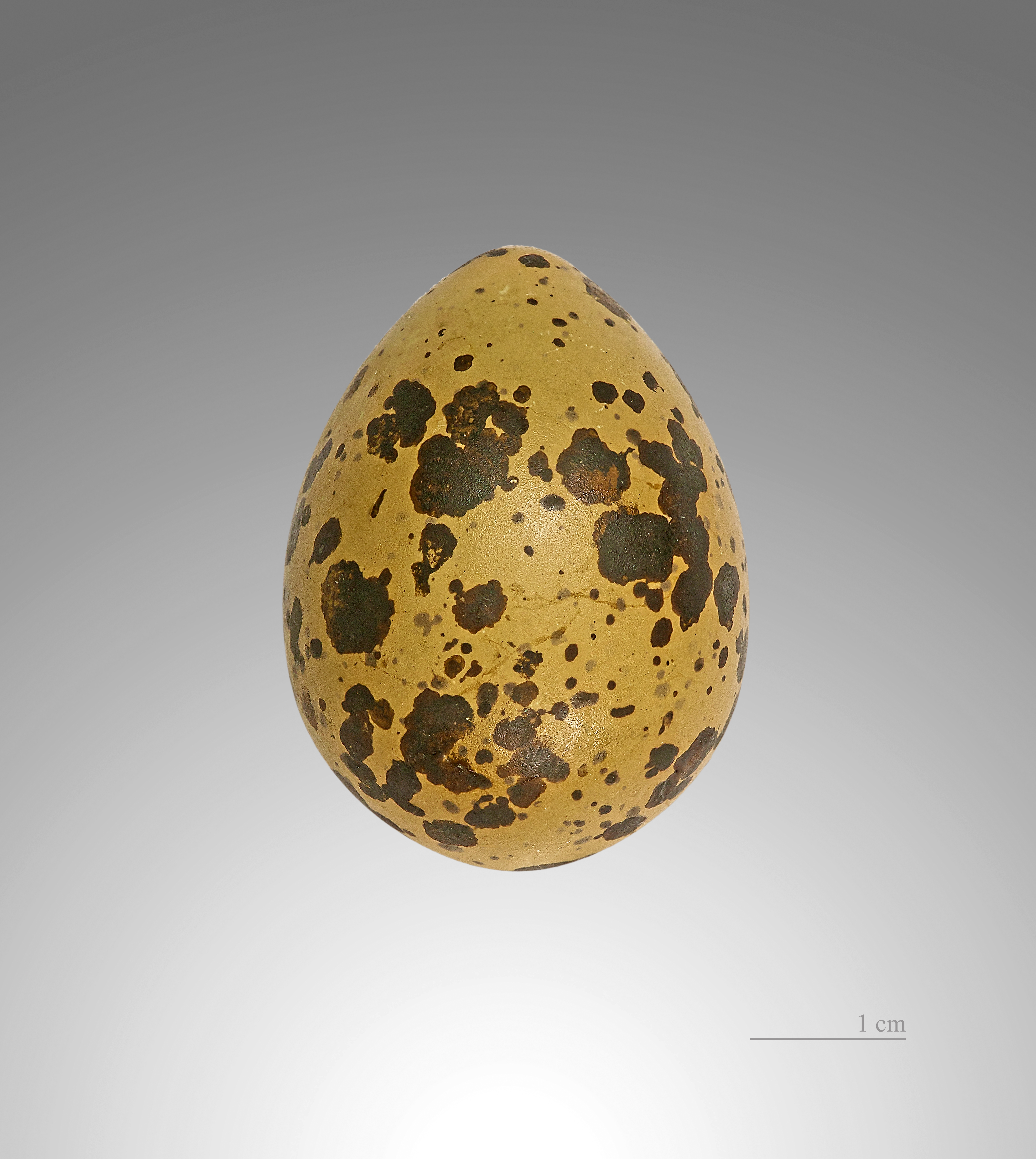
Charadrius morinellus